# Into the Electric Castle
Into the Electric Castle (с англ. Внутрь Электрического За́мка) — третий альбом проекта Ayreon нидерландского музыканта Арьена Люкассена, выпущенный в 1998 году, рок-опера в жанре прогрессивный металл/прогрессивный рок. Американский онлайн-журнал Loudwire поместил альбом на 19-е место в топе-25 альбомов прогрессивного метала всех времён.

## Сюжет
В центре повествования — восемь человек из разных исторических эпох, внезапно оказавшиеся в одном и том же месте. Их приветствует странный Голос, который сообщает, что они были избраны для некоего эксперимента и должны пройти сквозь Электрический Замок, чтобы обрести свободу и вернуться домой. Каждый из людей по-своему понимает происходящее. Горец считает, что им пришло время заплатить за свои грехи, а пресловутый Замок является творением рук дьявола. Индианка думает, что им предстоит путешествие, предсказанное в древних легендах, Рыцарь уверен, что они попали на остров Авалон, где сокрыт Святой Грааль. Римлянин взывает к Марсу и Юпитеру, чтобы они вывели его из этого, как ему кажется, подземного мира, а Египтянка, напротив, убеждена, что боги ведут их в зал Исиды и Осириса. Варвара мало волнует, где они, он готов сразиться и победить любых чудовищ, Хиппи не сомневается, что всё вокруг не более чем видение, вызванное галлюциногенами, а Человек Будущего подозревает, что они попали в виртуальную реальность.
Дальнейший путь героев, ведомых Голосом, лежит через причудливые, неестественные земли прямо к Электрическому Замку. Они проходят через Радужный Мост, Сад Эмоций, Башню Надежды, Зеркальный Лабиринт. По ходу дела становится ясно, что этот странный мир создан из их эмоций. В душах каждого из восьми искателей (так их называет Голос) оживают их самые сильные, потаённые страхи и желания, надежды и опасения. Варвара начинают преследовать тени убитых им людей и обесчещенных женщин, Рыцарь начинает остро тосковать по утерянной возлюбленной, а Хиппи вновь видит свою неблагополучную семью. Некоторые из героев не выдерживают напора своих чувств и погибают. Так, Горец, видевший в жизни лишь тьму и смерть, оказывается не в силах пройти через сияющий Тоннель Света. Погибают также потерявшая веру Египтянка и, напротив, свято уверовавшая в своё предназначение Индианка, за которой приходит видимая лишь ей самой Смерть. Римлянин в ужасе понимает, что, несмотря на свою браваду, в душе он трус, и лишь помощь Рыцаря помогает ему уцелеть. В одном из залов Замка Голос показывает Человеку Будущего, что произойдёт с человечеством в ближайшие годы, и тот в страхе осознаёт, что прогресс техники приведёт к полной утрате у людей их чувств.
В финале уцелевшие путники оказываются перед двумя Вратами — старыми и золотыми, один из которых ведёт обратно на Землю. Варвар без колебаний шагает в золотые ворота, но его выбор оказывается неверным, и он исчезает в пустоте. Оставшимся четверым людям Голос открывает свою тайну. Его зовут Вечный Со Звёзд, и он является представителем высокоразвитой инопланетной расы, достигшей вершины прогресса, но утратившей все свои эмоции. Теперь они отчаянно пытаются вспомнить, что это такое, и ради этого Вечные уничтожили на Земле динозавров и заселили её людьми, чтобы потом исследовать их души. Электрический Замок был одним из таких исследований. После этого Вечный возвращает Рыцаря, Римлянина, Хиппи и Человека Будущего обратно в их времена, напоследок прося их «помнить всегда» («Remember Forever»).

## Исполнители

### В ролях
- Fish (ex-Marillion) — Горец
- Шарон ден Адель (Within Temptation) — Индианка
- Дамьен Уилсон (экс-Rick Wakeman, Threshold, Landmarq) — Рыцарь
- Эдвин Балог (экс-Omega) — Римлянин
- Аннеке ван Гирсберген (экс-The Gathering) — Египтянка
- Джей ван Феггелен (экс-Bodine) — Варвар
- Арьен Люкассен — Хиппи
- Эдвард Рекерс (Kayak) — Человек Будущего
- Роберт Вестерхольт (Within Temptation) и Джордж Остхойк (экс-Orphanage) — Смерть
- Питер Делтрей (экс-Kaleidoscope) — Вечный Со Звёзд

### Инструменталисты
- Роланд Баккер — орган Хаммонда
- Тако Куистра — виолончель
- Арьен Энтони Люкассен — электро- и акустическая гитары, мандолина, бас-гитара, минимуг, меллотрон, клавишные
- Рене Меркелбах — синтезаторные соло на 5 (диск 1) и 7 (диск 2), клавесин на 2 (диск 2)
- Клайв Нолан (Arena) — синтезаторное соло на 3(c) (диск 1)
- Эрно Олах — скрипка
- Джек Пистерс — ситар
- Тон Шерпензил (Kayak) — синтезаторное соло на 5(c) (диск 2)
- Робби Валентайн — фортепиано, синтезаторные соло на 2(a) и 3(a) (диск 1), 4 (диск 2), меллотрон на 6(a) (диск 2)
- Тийс ван Лейр (Focus) — флейта на 3(c) и 4 (диск 1), 2 и 3 (диск 2)
- Эд Уорби (Gorefest) — ударные

## Список композиций

### Диск 1
- «Welcome to the New Dimension» (3:05)

- «Isis and Osiris» (11:11)